# Chaetomium variosporum
Chaetomium variosporum är en svampart som beskrevs av Udagawa & Y. Horie 1973. Chaetomium variosporum ingår i släktet Chaetomium och familjen Chaetomiaceae.   Inga underarter finns listade i Catalogue of Life.